# Hello (bài hát của Adele)
"Hello" là một bài hát của nghệ sĩ thu âm người Anh Adele, phát hành ngày 23 tháng 10 năm 2015 bởi XL Recording như là đĩa đơn mở đường cho album phòng thu thứ ba của cô, 25 (2015). Nó được đồng sáng tác bởi Adele và Greg Kurstin, người cũng tham gia quá trình sản xuất bài hát. "Hello" là một bản piano ballad, vời lời nhạc mô tả sự mất mát và hối tiếc. Sau khi phát hành, bài hát nhận được những phản ứng tích cực từ các nhà phê bình âm nhạc, trong đó họ dành nhiều lời khen ngợi như những tác phẩm trước đây của Adele và ca ngợi phần ca từ của bài hát cũng như giọng hát của Adele.
"Hello" đạt vị trí số một ở hầu hết những quốc gia nó xuất hiện, bao gồm Vương quốc Anh, nơi nó trở thành đĩa đơn quán quân thứ hai của cô tại đây sau "Someone like You", đồng thời cũng là đĩa đơn có doanh số tuần đầu phát hành cao nhất trong 3 năm. Tại Hoa Kỳ, "Hello" ra mắt ở vị trí quán quân bảng xếp hạng Billboard Hot 100, trở thành đĩa đơn quán quân thứ tư của Adele trên bảng xếp hạng và phá vỡ một số kỷ lục, trong đó có kỷ lục cho đĩa đơn đầu tiên bán được hơn một triệu bản nhạc số trong một tuần. Tính đến cuối năm 2015, "Hello" đã bán được 12,3 triệu đơn vị trên toàn cầu (tổng doanh số tiêu thụ và doanh số streaming quy đổi), trở thành đĩa đơn bán chạy thứ 7 của năm và là một trong số những đĩa đơn bán chạy nhất mọi thời đại.
Video âm nhạc của bài hát được đạo diễn bởi Xavier Dolan với sự tham gia diễn xuất của Adele và Tristan Wilds. Video này đã nhanh chóng phá vỡ Kỷ lục của Vevo với hơn 27,7 triệu lượt xem chỉ trong vòng 24 giờ, vượt qua kỷ lục cũ của video "Bad Blood" của Taylor Swift. Nó cũng đạt kỷ lục về thời gian ngắn nhất để đạt 100 triệu lượt người xem trên Vevo, vốn thuộc về "Wrecking Ball" của Miley Cyrus, đồng thời cũng trở thành video đạt 1 tỷ lượt xem nhanh nhất trên YouTube (88 ngày). Adele đã biểu diễn trực tiếp "Hello" vài lần để quảng bá cho nó, bao gồm màn trình diễn trực tiếp trên chương trình đặc biệt kéo dài một giờ của BBC, với tựa đề Adele at the BBC. Tại lễ trao giải Grammy lần thứ 59, "Hello" đã chiến thắng 3 giải cho Thu âm của năm, Bài hát của năm, và Trình diễn đơn ca pop xuất sắc nhất.

## Sáng tác và ý nghĩa ca từ
"Hello" được đồng sáng tác bởi Adele và Greg Kurstin, người cũng thực hiện sản xuất, chơi bass, ghi-ta, piano và bàn phím cho ca khúc, còn Adele được ghi chú là người chơi trống. "Hello" được viết tại Chiswick, London. Đây là một việc không quen thuộc với Adele, khi cô từng cho rằng cô chỉ thích viết nhạc ở nhà riêng. Quá trình viết nhạc diễn ra chậm chạp, mất 6 tháng để hoàn thành. Đầu tiên, Adele và Kurstin viết phần đầu bài hát; rồi hoàn thiện một nửa ca khúc. Sáu tháng sau Adele liên lạc lại với Kurstin để viết xong bài hát cùng cô. Kurstin từng cho biết anh không rõ "liệu Adele có quay trở lại để hoàn tất ca khúc hay không."
"Hello" là một bản ballad soul piano, được viết trên khóa Fa thứ với nhịp độ 79 nhịp trên phút. Phần hợp âm lặp đi lặp lại dưới các câu nhạc, được chơi trên đàn piano, với thứ tự nốt nhạc là Fm–A♭–E♭–D♭. Quãng giọng của Adele trong bài hát trải dài từ nốt F3 đến nốt A♭5. Trong phần hát có tiếng bè, Adele thể hiện phần lời trên các lớp ca sĩ hát đệm, với tiếng piano và trống được Telegraph mô tả như "đang hương về một bức tường âm thanh tuyệt vời". Ca khúc cũng bao gồm phần chơi trống mà Adele được ghi chú là đã thực hiện.
Về mặt ca từ, bài hát có chủ đề là nỗi nhớ nhà và sự hối tiếc, và giống như một đoạn hội thoại. Điểm đáng chú ý ở ca khúc là nó có mang chủ đề về sự hối tiếc, và được xem như là một sự nối tiếp của đĩa đơn "Someone Like You", đĩa đơn phản ánh một mối quan hệ đã chấm dứt. Phần lời bài hát cũng được xem là mang tính chất đối thoại với "tất cả những mối quan hệ cũ của cô trong quá khứ", từ bạn bè, người thân trong gia đình đến những người yêu cũ. Adele giải thích với Nick Grimshaw trong chương trình BBC Radio 1 Breakfast Show: "Tôi cảm nhận rằng tất cả chúng tôi đều đã bước đi, và ca khúc không chỉ nói về một mối quan hệ tình cảm với người yêu cũ, nó là về mối quan hệ giữa tôi và bất cứ ai mà tôi yêu quý. Chúng tôi chưa hề chấm dứt với nhau, chúng tôi chỉ đơn giản là tiếp tục sống, và tôi cần viết bài hát này để họ đều có thể nghe thấy, vì tôi không còn liên lạc với họ được nữa." Theo Adele, câu hát "Hello from the other side" (tạm dịch: Xin chào từ phía khác) có ý nghĩa rằng "phía khác chính là sự trưởng thành, tồn tại sau từ những năm tháng cuối cùng của tuổi teen, vào khoảng những năm hai mươi tuổi."

## Phát hành và tiếp nhận
Ngày 18 tháng 10 năm 2015, một clip dài 30 giây của "Hello" được phát trên hệ thống truyền hình Anh, trong giờ nghỉ giải lao quảng cáo của chương trình The X Factor. Video quảng bá này hé lộ những chất liệu được thông báo là mới của nữ ca sĩ, thông qua việc người xem lắng nghe một giọng hát thể hiện song song với lời nhạc được hiển thị trên một màn hình đen. Sau sự kiện ra mắt của đĩa đơn mở đường, cư dân mạng và những người hâm mộ của Adele được mô tả là "đang mất trí" theo Jason Merritt của Vanity Fair, đồng thời cũng cho rằng Adele đã "cản trở cả một hành tinh". Ngày 22 tháng 10, Adele thông báo về album sắp phát hành 25 thông qua một bức tâm thư gửi đến người hâm mộ trên Twitter. Cô cũng chia sẻ rằng "Hello" sẽ phát hành vào ngày 22 tháng 10 như đĩa đơn mở đường cho album. Vào ngày 23 tháng 10, Adele tham dự chương trình của Nick Grimshaw trên kênh BBC Radio 1 để ra mắt ca khúc.
Sau khi phát hành, "Hello" nhận được những lời tán dương từ giới phê bình âm nhạc. Alexis Petridis của The Guardian mô tả ca khúc là "một bản ballad lớn, nhưng là một điển hình vượt trội của thể loại này", và đưa ra ý kiến rằng bài hát "chính xác nằm trong kiểu những bản ballad tình ca tan vỡ hùng tráng đã giúp cho Adele trở thành một trong những ngôi sao lớn nhất trên thế giới." Viết cho tạp chí The Independent, Emily Jupp nhận xét trong bài đánh giá của cô rằng ca khúc "có thể không đột phá, nhưng sự trở lại của Adele với những âm thanh u ám quen thuộc của cô rất đáng hoan nghênh." Cô gọi nó là một bản ballad kiểu 'nếu nó không thể tan vỡ'" và nói thêm: "Adele thể hiện những gì cô ấy làm tốt nhất, hát những câu chuyện tình cảm và sự mất mát đầy cảm xúc, tương tự như album trước đó của cô, 21, nhưng lần này có thêm một chút sự tự tha thứ." Greg Kot của tờ Chicago Tribune viết rằng: "Lời bài hát đã truyền đạt tốt nhất, khi nó tập trung nói về những chuyện cá nhân kết hợp với giọng ca mạnh mẽ và mộc mạc của cô."
Neil McCormick từ The Daily Telegraph gọi bài hát là "một ca khúc tuyệt vời về sự mất mát và hối tiếc", nói thêm rằng "nó gợi đến những ký ức mà mỗi thính giả khắc ghi đâu đó trong trái tim họ và kết hợp chúng với cái kịch tích của riêng Adele." Một vài tạp chí đã nhận xét về những điểm tương đồng giữa chủ đề và video âm nhạc của bài hát với một ca khúc cùng tên của nghệ sĩ nhạc soul người Mỹ Lionel Richie.

## Diễn biến thương mại

### Thị trường châu Âu và châu Đại Dương
Sau 3 ngày đầu phát hành, công ty Official Charts Company xác nhận đĩa đơn đã bán ra 165.000 bản tại Vương quốc Anh, trong đó có 156.000 bản tải xuống. "Hello" ra mắt ở vị trí số một trên bảng xếp hạng UK Singles Chart vào ngày 30 tháng 10 năm 2015, – tương đương tuần 5 tháng 11 năm 2015 – với tổng doanh số đạt 333.000 bản, trong đó bao gồm 259.000 lượt tải kỹ thuật số, qua đó trở thành đĩa đơn quán quân có doanh thu cao nhất trong 3 năm trở lại đây. Nó cũng là đĩa đơn quán quân thứ hai của Adele trên thị trường Vương quốc Anh, sau "Someone Like You" (2011). Ngoài ra, "Hello" được stream 7,32 triệu lần trong tuần đầu ra mắt, tiếp tục vượt qua kỷ lục về lượng stream trước đây được ca khúc "What Do You Mean?" của Justin Bieber nắm giữ. Nếu tính cả doanh số streaming, và loại trừ các đĩa đơn quán quân của hai chương trình The X Factor và Pop Idol, cũng như các kỷ lục chương trình từ thiện và các đĩa đơn quán quân mùa Giáng Sinh, thì "Hello" là đĩa đơn quán quân có lượng tiêu thụ trong một tuần cao thứ nhì của thế kỉ 21 tại Anh, chỉ đứng sau ca khúc "It Wasn't Me" của Shaggy với 345.000 bản bán được trong một tuần vào tháng 2-tháng 3 năm 2001. Đĩa đơn tiếp tục nắm giữ vị trí quán quân bảng xếp hạng UK Singles Charts trong tuần thứ hai, bán thêm được 121.000 bản tải xuống và được stream 5,78  triệu lượt. Cũng trong tuần này, ca khúc nhận được chứng nhận Vàng từ BPI. Ngày 20 tháng 5 năm 2016, ca khúc trải qua tuần thứ 30 trên bảng xếp hạng UK Top 100. Tính đến tháng 11 năm 2016, ca khúc đã bán được 918.700 bản.
Đĩa đơn cũng ra mắt ở vị trí quán quân các bảng xếp hạng của Bỉ, Cộng hòa Séc, Pháp, Đúc, Hy Lạp, Hungary, Ireland, Israel, Ý, Lebanon, Luxembourg, Hà Lan, Na Uy, Bồ Đào Nha, Scotland, Slovakia, Tây Ban Nha và Thụy Điển.
Ngày 31 tháng 10 năm 2015, "Hello" cũng đạt ngôi vị quán quân trên bảng xếp hạng ARIA Singles Chart, bán ra 35.000 đơn vị tại Úc, giúp cho ca khúc nhận được chứng nhận vàng ngay trong tuần đầu tiên phát hành. Ca khúc cũng là đĩa đơn có doanh số tuần đầu cao thứ hai của năm, chỉ đứng sau ca khúc "See You Again". Đây là đĩa đơn quán quân đầu tiên của Adele trên bảng xếp hạng ARIA Singles Chart kể từ sau "Someone Like You" (2011), và là đĩa đơn quán quân thứ hai trên tổng số. Đĩa đơn giữ vững ở vị trí số một trong tuần thứ hai và được chứng nhận bạch kim với doanh số đạt 70.000 đơn vị. Ngày 20 tháng 3 năm 2017, "Hello" trở lại bảng xếp hạng ở vị trí thứ 50 và tính đến nay đã được chứng nhận 7x Bạch kim với doanh số đạt hơn 490.000 đơn vị.
Tại New Zealand, ca khúc cũng khởi đầu ở vị trí thứ nhất trên bảng xếp hạng đĩa đơn, giữ vị trí này trong tuần thứ hai và nhận được chứng nhận bạch kim.

### Thị trường Bắc Mỹ

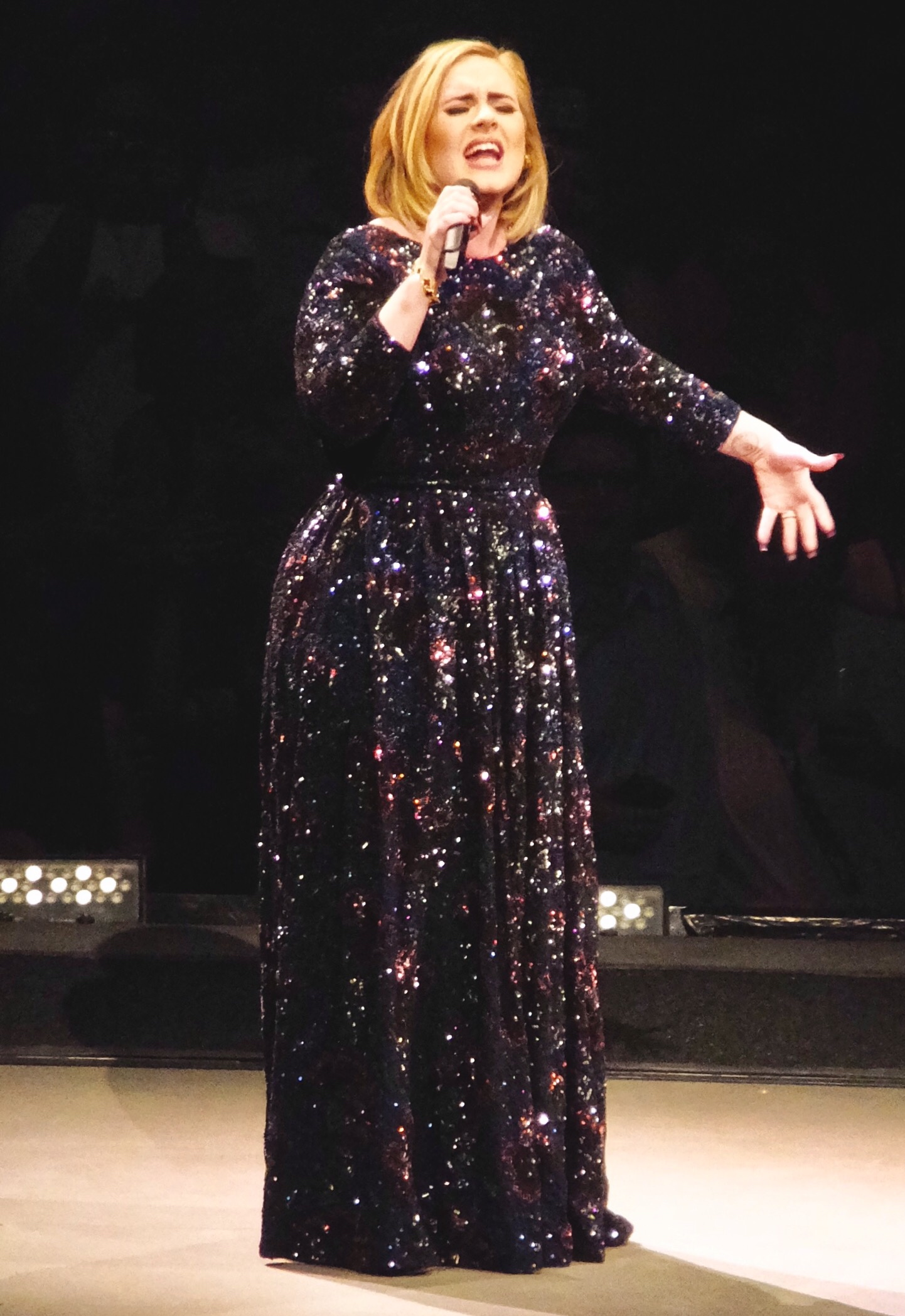
Adele trình diễn "Hello" trong chuyến lưu diễn quảng bá album 25 tại St. Paul, Hoa Kỳ. Đây là đĩa đơn có doanh số trong một tuần cao thứ ba tại Hoa Kỳ kể từ khi Nielsen SoundScan bắt đầu theo dõi số liệu từ năm 1991, chỉ đứng sau đĩa đơn "Candle in the Wind 1997/Something About the Way You Look Tonight" của Elton John.

Trên thị trường Hoa Kỳ, vào ngày 2 tháng 11 năm 2015, "Hello" giành ngôi quán quân bảng xếp hạng US Billboard Hot 100 trong tuần 14 tháng 11 năm 2015, trở thành đĩa đơn thứ 24 trong lịch sử ra mắt ở vị trí số 1. "Hello" khởi động ở vị trí thứ 49 trên bảng xếp hạng Radio Songs sau 3 ngày phát hành. Trong tuần theo dõi lượng phát thanh đầu tiên, "Hello" leo lên vị trí thứ 9, tăng 146% với 70 triệu lượt thính giả. Ngoài ra, ca khúc cũng ra mắt ở vị trí quán quân trên bảng xếp hạng On-Demand Songs với kỷ lục 20,4 triệu lượt stream, trở thành ca khúc quán quân đầu tiên của cô trên bảng xếp hạng. Ca khúc cũng đánh dấu đĩa đơn quán quân thứ tư của Adele trên Hot 100 và là đĩa đơn quán quân đầu tiên của một nữ nghệ sĩ sau 22 tuần, kể từ sau đĩa đơn quán quân tuần 6 tháng 6, "Bad Blood" của Taylor Swift. "Hello" cũng ra mắt ở vị trí số một trên bảng xếp hạng Digital Songs với 1.112.000 lượt tải kỹ thuật số, trở thành đĩa đơn duy nhất bán được hơn một triệu bản kỹ thuật số và phá kỷ lục cho đĩa đơn có doanh số tải về cao nhất trong một tuần, vượt qua thành tích 636.000 bản trong tuần 28 tháng 2 năm 2009 của ca khúc "Right Round" của Flo Rida. Thêm vào đó, "Hello" khời đầu với 61,6 triệu lượt stream tại Hoa Kỳ, qua đó trở thành ca khúc quán quân đầu tiên của cô và là ca khúc có tổng lượng stream cao thứ nhì trên bảng xếp hạng Streaming Songs, chỉ sau ca khúc "Harlem Shake" của Baauer, ca khúc đã được stream 103 triệu lượng trong tuần 3 tháng 3 năm 2013. "Hello" là đĩa đơn đầu tiên đạt doanh thu 1 triệu bản kỹ thuật số, và đứng ở vị trí thứ ba trong danh sách các đĩa đơn có doanh thu cao nhất trong một tuần khi tổng hợp cả doanh thu vật lý lẫn doanh thu kỹ thuật số kể từ khi Nielsen SoundScan bắt đầu theo dõi số liệu từ năm 1991. Chỉ duy nhất đĩa đơn "Candle in the Wind 1997/Something About the Way You Look Tonight" của Elton John bán được nhiều hơn trong một tuần, khi đạt doanh số 3,446 triệu bản trong tuần mở đầu và 1,212 triệu bản trong tuần thứ hai.
Trong tuần thứ hai, "Hello" tiếp tục đứng vững ở vị trí quán quân bảng xếp hạng US Billboard Hot 100, tiêu thụ được thêm 635.000 bản tải kỹ thuật số, trở thành đĩa đơn có doanh thu kỹ thuật số trong một tuần cao thứ ba, và là cao nhất cho một đĩa đơn đã phát hành. "Hello" cũng giữ vị trí này trên bảng xếp hạng Streaming Songs với 47,4 triệu lượt stream tại Mỹ, giảm 23% so với 61,6 triệu trong tuần đầu, và cũng đứng vị trí thứ nhất trên bảng xếp hạng On-Demand Songs với 18,1 triệu lượt stream. Trên bảng xếp hạng Radio Songs, "Hello" leo từ vị trí thứ 9 lên vị trí thứ 6, tăng 46% lên 106 triệu lượt thình giả ở tất cả các định dạng, qua đó trở thành đĩa đơn có lượng airplay tăng cao nhất của Hot 100. Bài hát cũng tăng từ vị trí thứ 2 lên quán quân bảng xếp hạng airplay Adult Alternative Songs, và từ thứ 9 lên thứ 4 trên bảng xếp hạng Adult Contemporary, từ đó trở thành đĩa đơn đầu tiên (không kể các đĩa đơn ngày lễ) nằm trong top 5 của các bảng xếp hạng chỉ trong 3 tuần đầu phát hành kể từ năm 2002, khi đĩa đơn "Can't Stop Loving You" của Phil Collins cũng đạt được thành tích tương tự chỉ trong 3 tuần. Tuần kế tiếp, ca khúc giữ vị trí số 1 trên Hot 100 và bảng xếp hạng Digital Songs, bán ra 480.000 bản tải xuống, trở thành ca khúc thứ ba trong lịch sử bán được hơn 400.000 bản/tuần trong 3 tuần liên tiếp. "Hello" cũng leo từ vị trí thứ 6 lên 1 trên bảng xếp hạng Radio Songs chỉ trong 4 tuần (bước nhảy cao nhất lên vị trí quán quân trong lịch sử 25 năm của bảng xếp hạng), qua đó đánh dấu bước nhảy lên vị trí số 1 nhanh nhất trong 22 năm, sau khi "Dreamlover" của Mariah Carey chạm tới vị trí quán quân trong tuần thứ tư ngày 28 tháng 8 năm 1993. Ngoài ra, "Hello" cũng là bài hát thứ ba quán quân tất cả các bảng xếp hạng Hot 100, Digital Songs, Streaming Songs, On-Demand Songs và Radio Songs cùng một lúc trong lịch sử 3 năm cùng tồn tại của năm bảng xếp hạng này. "Hello" hiện diện ở vị trí quán quân Hot 100 trong 10 tuần liên tiếp, trở thành bài hát thứ 31 trong lịch sử Hot 100 dẫn đầu bảng xếp hạng trong it nhất 10 tuần. Với việc trải qua tuần thứ 10 ở vị trí dẫn đầu, ca khúc trở thành đĩa đơn có số tuần quán quân nhiều nhất của Adele và là đĩa đơn dẫn đầu Hot 100 dài nhất kể từ khi đĩa đơn "See You Again" của Wiz Khalifa hợp tác với Charlie Puth ở vị trí quán quân trong 12 tuần trong năm 2015. "Hello" cũng là bài hát ở vị trí số 1 lâu nhất của một nữ nghệ sĩ hát đơn kể từ sau khi ca khúc "We Found Love" của Rihanna hợp tác với Calvin Harris đạt được vị trí tương tự trong 10 tuần vào năm 2011–2012. Tính đến tháng 1 năm 2016, đĩa đơn đã bán ra 3,7 triệu bản kĩ thuật số. Hiệp hội Công nghiệp ghi âm Hoa Kỳ đã chứng nhận 4 đĩa Bạch kim cho đĩa đơn.
Bài hát cũng được hưởng lợi từ rất nhiều các bản phối theo thể loại Dance/EDM, nhờ đó trở thành một hit lớn trên bảng xếp hạng Billboard Dance. Trên bảng xếp hạng Dance Club Songs, "Hello" vượt qua "Skyfall" để trở thành bài hát xếp hạng cao nhất của cô (vị trí thứ 4 trong ấn bản ra ngày 19 tháng 12 năm 2015). Trong khi đó, trên bảng xếp hạng Dance/Mix Show Airplay, ca khúc trở thành đĩa đơn quán quân đầu tiên của cô (trong ấn bản ra ngày 12 tháng 12 năm 2015), vượt "Rolling in the Deep" từng đạt vị trí cao nhất là thứ 2 vào năm 2011, và đồng thời trở thành ca khúc thứ tư của cô lọt vào top 5. Ngoài ra, thành tích này còn giúp cô sánh ngang với David Guetta, khi cả hai đều là các nghệ sĩ duy nhất có đĩa đơn leo lên vị trí quán quân trong thời gian nhanh nhất - 4 tuần (Guetta làm được điều này vào năm 2011 với bài hát "Without You" hợp tác với Usher). Vào ngày 23 tháng 4 năm 2016, ca khúc đạt tuần thứ 21 dẫn đầu bảng xếp hạng Adult Contemporary, cân bằng kỷ lục cho ca khúc quán quân lâu nhất của một nữ nghệ sĩ kể từ năm 1961 với "Breakaway" (2005) của Kelly Clarkson và "A New Day Has Come" (2002) của Celine Dion. Ca khúc cũng là đĩa đơn có số tuần quán quân nhiều thứ ba trong danh sách các bài hát có thời lượng quán quân lâu nhất trên bảng xếp hạng này.
"Hello" ra mắt ở vị trí quán quân bảng xếp hạng Canadian Hot 100, trở thành ca khúc quán quân thứ 100, bán được 140.000 bản và vượt qua đĩa đơn "Sorry" của Justin Bieber, với 40.000 đơn vị bán ra và ra mắt ở vị trí thứ hai. Bài hát nhận được 4,79 triệu lượt stream, thiết lập kỷ lục mới cho đĩa đơn được stream nhiều nhất trong một tuần.

## Video âm nhạc
Video âm nhạc đi kèm với ca khúc được đạo diễn bởi nam diễn viên và đạo diễn người Canada Xavier Dolan, ra mắt ngày 23 tháng 10 năm 2015. Chủ đề của video là một người phụ nữ mới đổ vỡ trong tình yêu gọi điện cho một phiên bản trẻ hơn của cô ấy trong quá khứ. Một số phần trong video—hầu hết là cảnh kết thúc trên ao nước và cảnh quay Adele mở mắt ở phần—được ghi hình bằng các máy quay IMAX. Đây là video đầu tiên được ghi hình dưới định dạng IMAX. Video được truyền cảm hứng từ bộ phim bán tự truyện đầu tay của Dolan I Killed My Mother, được thực hiện vào năm anh gần 20 tuổi. Nó được ghi hình tại một nông trại ở Quebec trong vài ngày vào tháng 9 năm 2015.
Diễn viên chính trong video là nam diễn viên người Mỹ Tristan Wilds. Dolan đã liên lạc với Wilds qua Skype, và giải thích về chủ đề cho video sắp ra mắt, và Wilds đồng ý tham gia. Trong quá trình ghi hình, cả Adele và Tristan đều được yêu cầu phải ứng biến và "thể hiện được" những mối quan hệ trong quá khứ của cả hai để truyền tải chính xác cảm xúc cho video. Dolan cũng quay những đoạn hội thoại và những nụ cười giữa Adele và Tristan và đưa vào video. Video tông đen trắng này, với cảnh hai diễn viên chính Tristan Wilds và Adele thể hiện ca khúc trong một ngôi nhà nhỏ và trong một khu rừng gỗ, có xen kẽ cảnh một cuộc điện thoại đầy nước mắt và hồi tưởng về một mối quan hệ trong quá khứ với nhân vật của Wilds.
Chiếc điện thoại gập mà Adele sử dụng trong video đã nhận được nhiều lời bình luận, cho rằng nó thể hiện phong cách retro. Trả lời những nhận xét, Dolan cho biết: "Quay phim những chiếc iPhone khiến tôi thấy không thoải mái chút nào, vì tôi có cảm giác như thể là mình đang làm việc vì mục đích thương mại. Tất cả những thứ này: iPhone, máy tính xách tay, tất cả chúng như gợi đến thực tại rằng: Đó không phải là điều bạn muốn. Bạn muốn thoát ra khỏi cuộc sống của chính mình, bạn muốn sống một cuộc đời của một người khác; bạn muốn đi du lịch đâu đó, bạn muốn được kể một câu chuyện. Tôi đang dần nhận ra rằng mình đang bị cái điện thoại gập đó làm cho xao lãng, nhưng đó không phải là thứ mà tôi đã có ý định sẵn!"
Video của "Hello" đã phá Kỷ lục của Vevo, vượt qua thành tích trước đó của video "Bad Blood" của Taylor Swift, thu về 27,7 triệu lượt xem trong 24 giờ đầu ra mắt. Cụm từ "Adele hello" cũng là từ khóa được tìm kiếm nhiều nhất trên YouTube vào hai ngày thứ Sáu và thứ Bảy, và tính trung bình video thu hút được hơn 1 triệu lượt xem trong 1 giờ trong hai ngày đầu ra mắt, với đỉnh điểm là 1,6 triệu lượt trong một giờ. Thành tích này đã đánh bại tỷ suất người xem cao nhất cho video giới thiệu của bộ phim Star Wars Episode VII: The Force Awakens, với 1,2 triệu lượt xem/giờ.
Tính đến ngày 14 tháng 6 năm 2016, video đã trở thành video có lượt xem nhiều thứ 5 trên YouTube, thu về 1,58 tỷ lượt xem.
Video cũng là video thứ ba trên YouTube đạt mốc 10 triệu lượt thích vào ngày 29 tháng 5 năm 2016. Hai video khác đạt được thành tích này là "Gangnam Style" và "See You Again".

## Biểu diễn trực tiếp
Adele đã trình diễn trực tiếp "Hello" lần đầu tiên trong chương trình đặc biệt kéo dài 1 giờ đồng hồ của BBC, Adele at the BBC, được ghi hình ngày 2 tháng 11 và phát sóng trên kênh BBC One vào ngày 20 tháng 11. Cô cũng biểu diễn ca khúc ở lễ trao giải 17th NRJ Music Awards diễn ra ngày 7 tháng 11 năm 2015, tại nhà hát Radio City Music Hall ở New York vào ngày 17 tháng 11 năm 2015 để mở đường cho album của cô, và trong Saturday Night Live vào ngày 21 tháng 11 năm 2015. Ngày 23 tháng 11 năm 2015, sau khi xuất hiện trong chương trình The Tonight Show Starring Jimmy Fallon, Adele thu âm lại ca khúc với Fallon và ban nhạc của anh, The Roots, chơi những nhạc cụ trong lớp học. Phiên bản mới được phát sóng trong chương trình vào đêm tiếp theo. Ngày 13 tháng 12 năm 2015, Adele đã trình diễn "Hello" trong đêm chung kết của X Factor ghi hình trực tiếp tại The SSE Arena, Wembley.

## Phiên bản hát lại
- Ngày 9 tháng 11 năm 2015, ca sĩ người Anh Rita Ora trình diễn một phiên bản mới cho ca khúc bằng ngôn ngữ do cô tự sáng tạo tại phòng thuCapital FM.[64]
- Ca sĩ người Mỹ Demi Lovato đã hát lại "Hello" tại 106.1 KISS FM Fall Ball 2015 diễn ra ở Seattle vào ngày 14 tháng 11 năm 2015. Phiên bản của cô đã nhận được sự tán dương nhiệt liệt từ giới phê bình.[65][66][67] Phiên bản này sau đó nhận được đề cử ở hạng mục "Ca khúc hát lại xuất sắc nhất" trong lễ trao Giải iHeartRadio Music lần thứ 3.[68] Một video do người hâm mộ thực hiện cho bản hát lại của Lovato đã nhận được 12,5 triệu lượt xem trên YouTube.[69]
- Trong dịp lễ mừng năm mới 2016, ca sĩ người Canada Celine Dion đã hát lại "Hello" trong chương trình lưu diễn dài hạn của cô tại Las Vegas.[70]
- Tháng 12 năm 2015, ban nhạc go-go từ thủ đô Washington Backyard Band phát hành một bản hát lại của ca khúc. Phiên bản sau đó trở nên phổ biến rộng rãi ở toàn khu vực này.[71]

## Danh sách và thứ tự bài hát
- Tải kỹ thuật số

1. "Hello" – 4:55

## Những người thực hiện và ghi chú
Thu âm
- Thu âm tại: Metropolis Studios ở Luân Đôn, Vương quốc Anh; phối nhạc tại Capitol Studios ở Los Angeles, California và Electric Lady Studios, New York, New York.

Những người thực hiện
- Giọng chính – Adele
- Viết nhạc – Adele Adkins, Greg Kurstin
- Sản xuất, piano – Greg Kurstin
- Phối nhạc – Tom Elmhirst
- Kỹ sư – Alex Pasco, Greg Kurstin, Julian Burg, Liam Nolan
- Master – Randy Merrill, Tom Coyne
- Tất cả nhạc cụ được chơi bởi – Greg Kurstin, Adele Adkins
- Nhạc cụ bổ sung — Emile Haynie

## Xếp hạng
| Bảng xếp hạng (2015)                      | Vị trí cao nhất |
| ----------------------------------------- | --------------- |
| Úc (ARIA)                                 | 1               |
| Áo (Ö3 Austria Top 40)                    | 1               |
| Bỉ (Ultratop 50 Flanders)                 | 1               |
| Bỉ (Ultratop 50 Wallonia)                 | 1               |
| Brazil (Billboard Brasil Hot 100)         | 1               |
| Canada (Canadian Hot 100)                 | 1               |
| Canada AC (Billboard)                     | 1               |
| Canada CHR/Top 40 (Billboard)             | 1               |
| Canada Hot AC (Billboard)                 | 1               |
| Croatia (Airplay Radio Chart)             | 1               |
| Colombia (National-Report)                | 30              |
| Colombia Top 20 Inglés (Monitor Latino)   | 3               |
| Cộng hòa Séc (Rádio Top 100)              | 1               |
| Cộng hòa Séc (Singles Digitál Top 100)    | 1               |
| Đan Mạch (Tracklisten)                    | 1               |
| Euro Digital Songs (Billboard)            | 1               |
| Phần Lan (Suomen virallinen lista)        | 1               |
| Pháp (SNEP)                               | 1               |
| Đức (GfK)                                 | 1               |
| Greece Digital Songs (Billboard)          | 1               |
| Hungary (Rádiós Top 40)                   | 1               |
| Hungary (Single Top 40)                   | 1               |
| Ireland (IRMA)                            | 1               |
| Israel (Media Forest)                     | 1               |
| Ý (FIMI)                                  | 1               |
| Nhật Bản (Japan Hot 100)                  | 17              |
| Lebanon (OLT 20)                          | 1               |
| Luxembourg Digital Songs (Billboard)      | 1               |
| Mexico (AMPROFON)                         | 2               |
| Mexico Ingles Airplay (Billboard)         | 1               |
| Mexico Top 20 Inglés (Monitor Latino)     | 1               |
| Hà Lan (Dutch Top 40)                     | 1               |
| Hà Lan (Single Top 100)                   | 1               |
| New Zealand (Recorded Music NZ)           | 1               |
| Na Uy (VG-lista)                          | 1               |
| Ba Lan (Polish Airplay Top 100)           | 1               |
| Portugal Digital Songs (Billboard)        | 1               |
| Scotland (OCC)                            | 1               |
| Slovakia (Rádio Top 100)                  | 1               |
| Slovakia (Singles Digitál Top 100)        | 1               |
| Slovenia (SloTop50)                       | 1               |
| Nam Phi (EMA)                             | 1               |
| South Korea (Gaon)                        | 3               |
| South Korea International (Gaon)          | 1               |
| Tây Ban Nha (PROMUSICAE)                  | 1               |
| Thụy Điển (Sverigetopplistan)             | 1               |
| Thụy Sĩ (Schweizer Hitparade)             | 1               |
| Anh Quốc (OCC)                            | 1               |
| Anh Quốc Indie (OCC)                      | 1               |
| Hoa Kỳ Billboard Hot 100                  | 1               |
| Hoa Kỳ Adult Contemporary (Billboard)     | 1               |
| Hoa Kỳ Adult Pop Airplay (Billboard)      | 1               |
| Hoa Kỳ Dance Club Songs (Billboard)       | 1               |
| Hoa Kỳ Dance/Mix Show Airplay (Billboard) | 1               |
| Hoa Kỳ Latin Pop Songs (Billboard)        | 14              |
| Hoa Kỳ Pop Airplay (Billboard)            | 1               |
| Hoa Kỳ Rhythmic (Billboard)               | 10              |

| Bảng xếp hạng (2015)                     | Vị trí |
| ---------------------------------------- | ------ |
| Úc (ARIA)                                | 5      |
| Áo (Ö3 Austria Top 40)                   | 5      |
| Bỉ (Ultratop 50 Flanders)                | 5      |
| Bỉ (Ultratop 50 Wallonia)                | 14     |
| Canada (Canadian Hot 100)                | 25     |
| Đan Mạch (Tracklisten)                   | 25     |
| Đức (Official German Charts)             | 7      |
| Ireland (IRMA)                           | 7      |
| Israel (Media Forest)                    | 17     |
| Ý (FIMI)                                 | 18     |
| Hà Lan (Dutch Top 40)                    | 48     |
| Hà Lan (Single Top 100)                  | 18     |
| New Zealand (Recorded Music NZ)          | 13     |
| Thụy Sĩ (Schweizer Hitparade)            | 6      |
| Vương quốc Anh (Official Charts Company) | 6      |
| Hoa Kỳ Billboard Hot 100                 | 35     |
| Hoa Kỳ Adult Contemporary (Billboard)    | 39     |

| Bảng xếp hạng (2016)                     | Vị trí |
| ---------------------------------------- | ------ |
| Úc (ARIA)                                | 42     |
| Áo (Ö3 Austria Top 40)                   | 69     |
| Bỉ (Ultratop 50 Flanders)                | 38     |
| Bỉ (Ultratop 50 Wallonia)                | 16     |
| Canada (Canadian Hot 100)                | 9      |
| Đan Mạch (Tracklisten)                   | 33     |
| Đức (Official German Charts)             | 70     |
| Hungary (MAHASZ)                         | 21     |
| Israel (Media Forest)                    | 13     |
| Hà Lan (Single Top 100)                  | 57     |
| New Zealand (Recorded Music NZ)          | 27     |
| Hàn Quốc Đĩa đơn quốc tế (Gaon)          | 3      |
| Thụy Sĩ (Schweizer Hitparade)            | 5      |
| Vương quốc Anh (Official Charts Company) | 48     |
| Hoa Kỳ Billboard Hot 100                 | 7      |
| Hoa Kỳ Adult Contemporary (Billboard)    | 4      |
| Hoa Kỳ Adult Top 40 (Billboard)          | 11     |
| Hoa Kỳ Mainstream Top 40 (Billboard)     | 18     |

## Chứng nhận
| Quốc gia | Chứng nhận    | Số đơn vị/doanh số chứng nhận |
| --- | ------------- | ----------------------------- |
| Úc (ARIA) | 7× Bạch kim   | 490.000‡                      |
| Bỉ (BEA) | 3× Bạch kim   | 60.000‡                       |
| Canada (Music Canada) | Kim cương     | 800.000*                      |
| Đan Mạch (IFPI Đan Mạch) | 3× Bạch kim   | 270.000^                      |
| Đức (BVMI) | Bạch kim      | 400.000‡                      |
| Ý (FIMI) | 5× Bạch kim   | 250.000‡                      |
| México (AMPROFON) | Bạch kim+Vàng | 90.000*                       |
| New Zealand (RMNZ) | 5× Bạch kim   | 75.000*                       |
| South Korea (Gaon Chart) | —             | 1.918.235                     |
| Tây Ban Nha (PROMUSICAE) | 2× Bạch kim   | 80.000‡                       |
| Thụy Điển (GLF) | 4× Bạch kim   | 160.000‡                      |
| Thụy Sĩ (IFPI) | Bạch kim      | 30.000‡                       |
| Anh Quốc (BPI) | 3× Bạch kim   | 1.800.000‡                    |
| Hoa Kỳ (RIAA) | 7× Bạch kim   | 4.750.000                     |
| * Chứng nhận dựa theo doanh số tiêu thụ. ^ Chứng nhận dựa theo doanh số nhập hàng. ‡ Chứng nhận dựa theo doanh số tiêu thụ và phát trực tuyến. |               |                               |

## Lịch sử phát hành
| Quốc gia | Ngày phát hành       | Định dạng                | Nhãn hiệu |
| -------- | -------------------- | ------------------------ | --------- |
| Toàn cầu | 23 tháng 10 năm 2015 | Tải kỹ thuật số          | XL        |
| Italy    | 23 tháng 10 năm 2015 | Đài phát thanh đương đại | XL        |
| Hoa Kỳ   | 26 tháng 10 năm 2015 | Hot/Modern/AC            | Columbia  |
| Hoa Kỳ   | 27 tháng 10 năm 2015 | Đài phát thanh đương đại | Columbia  |